# Milena Miconi
Milena Miconi (ur. 15 grudnia 1971 w Rzymie) – włoska aktorka, modelka i subretka.

## Kariera
Milena Miconi debiut teatralny zaliczyła w 1985 roku w sztuce pt. Atti Unici reżyserii Antonio Serrano. Debiut na dużym ekranie zaliczyła w 1997 roku w filmie Umberto Marino pt. Finalmente soli. Grała w tym samym roku w filmie pt. Fuochi d'artificio reżyserii Leonarda Pieraccioniego. Grała również w filmach m.in. Edda (2005 – reż. Giorgio Capitani), Święty Piotr (2005 – reż. Giulio Base), Divino (2010 – reż. Giovanni Bufalini), 100 metri dal Paradiso (2012 – reż. Raffaele Verzillo).
Jednak Milena Miconi znacznie bogatszy dorobek w filmografii ma w serialach telewizyjnych. Szerszej publiczności znana jest z roli burmistrz Laury Respighi w serialu pt. Don Matteo, którą grała w latach 2004-2006 u boku takich aktorów jak m.in.: Terence Hill, Nino Frassica i Flavio Insinna, z którymi często występowała w innych programach telewizyjnych. Ponadto zaliczyło role w innych serialach m.in. Un posto al sole (1997), S.P.Q.R. (1998), Anni '50 (1999), Tequila i Bonetti w Rzymie (2000), Carabinieri (2004), Gente di mare (2007), Paparazzi! (2008), Komisarz Rex (2012).

## Życie prywatne
Milena Miconi obecnie jest żoną Mauro Graianiego. Mają dwie córki: Sofię (ur. 2002) i Agnese (ur. 2009). 

## Filmografia (wybór)

### Teatr
- 1985: Atti Unici
- 1985: Se ne cadette o' Teatro
- 1993: La voglia matta
- 1999: Trzej muszkieterowie
- 1999: Il giorno della civetta
- 1999: Bufffoni e Piacioni
- 2000: Burini e Cocottes
- 2007: Gli uomini preferiscono le bionde
- 2012: Campo dei fiori
- 2013: Il tempo delle mail di Giulia Ricciardi
- 2014: Forbici e Follia

### Filmy
- 1997: Finalmente soli
- 1997: Fuochi d'artificio jako Virginia
- 2000: La casa delle beffe jako Paola/Rossana
- 2005: Una famiglia in giallo jako Emma Caponero
- 2005: Edda jako Nora Pessina
- 2005: Święty Piotr jako Maria Magdalena
- 2008: Vita da paparazzo jako Giovanna
- 2008: Terapia d'urgenza jako Laura Costa
- 2010: Il sottile fascino del peccato jako Rachele
- 2010: Divino jako kobieta
- 2011: La strada di Paolo jako siostra Maria
- 2011: Miss Wolf and the Lamb
- 2012: La vita che corre jako Elena
- 2012: 100 metri dal Paradiso jako Daniela Guarrazzi

### Seriale
- 1997: Un posto al sole
- 1998: S.P.Q.R.
- 1999: Anni '50 jako Nadia
- 1999: Don Matteo jako Amante di Morabito
- 2000: Tequila i Bonetti w Rzymie jako Luisa
- 2004: Carabinieri jako Claudia Morresi
- 2004-2006: Don Matteo jako Laura Respighi
- 2007: Gente di mare
- 2008: Paparazzi! jako Giovanna
- 2011: Il delitto di Via Poma jako Dziennikarka
- 2011: Sarò sempre tuo padre jako Carlotta
- 2012: La vita che corre jako Anna Davati
- 2012: Komisarz Rex jako Lisa Mantovani
- 2013: Un medico in famiglia
- 2014: Il restauratore

### Telewizja
- 1992: Club '92
- 2006-2008, od 2013: Grasz czy nie grasz
- 2011: La corrida
- 2012: Il braccio e la mente
- 2012: Telethon
- 2014: La pista
- 2014: Blob

### Reklamy
- Star
- Barilla